# Gaioz Nigalidze
Gaioz Nigalidze (gruz. გაიოზ ნიგალიძე; ur. 24 kwietnia 1989) – gruziński szachista.

## Kariera szachowa
Mistrz Gruzji z 2013 i 2014.
Reprezentant klubu Nona Batumi.
W kwietniu 2015 podczas turnieju w Dubaju został przyłapany na oszustwie.
24 grudnia 2015 roku Komisja Etyki FIDE odebrała mu tytuł arcymistrza i zakazała występów w turniejach przez 3 lata.